# Parafia św. Jana Chrzciciela w Kaszowie
Parafia św. Jana Chrzciciela w Kaszowie – jedna z 10 parafii rzymskokatolickich dekanatu przytyckiego diecezji radomskiej. 

## Historia

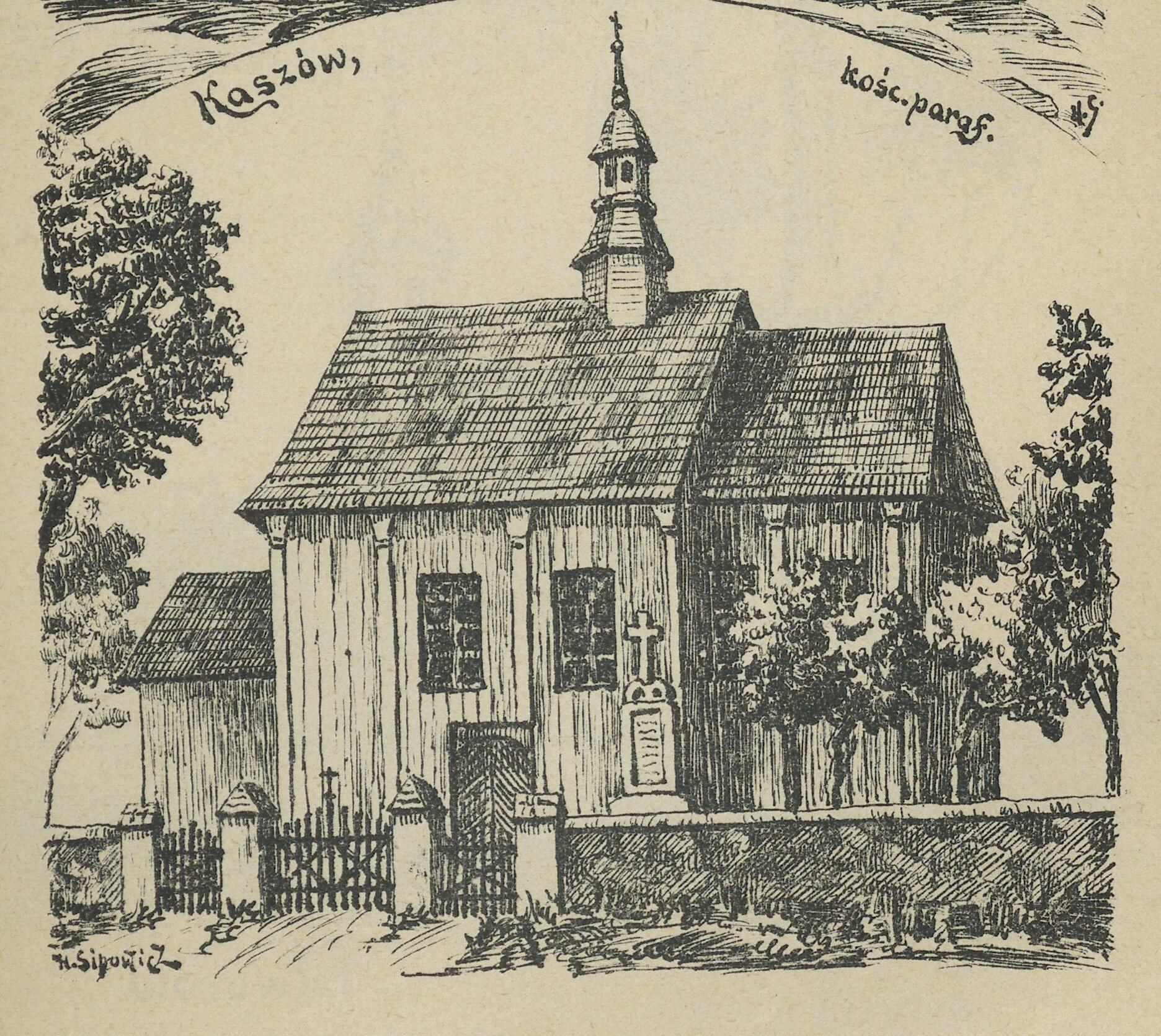
Kościół przed 1911

- Parafia została erygowana ok. 1340. Pierwotny kościół drewniany, z fundacji Jana Kaszowskiego herbu Janina, chorążego sandomierskiego, został zbudowany w 1409. Był spalony podczas wojen szwedzkich w 1656. Obecną świątynię pw. św. Jana Chrzciciela wzniesiono w 1661 z fundacji ks. Chryzostoma Krzysztofa Radzkiego, protonotariusza apostolskiego i profesora Akademii Krakowskiej. Wewnątrz był malowany w latach 1964 - 1965, a z zewnątrz restaurowany w 1974. Kościół jest drewniany i orientowany.

## Proboszczowie
- 1945 - 1946 - ks. Antoni Prügel
- 1946 - 1957 - ks. Jan Łyczek
- 1957 - 1968 - ks. Stanisław Orlik
- 1968 - 2006 - ks. kan. Marian Kempisty
- 2006 - nadal - ks. Ireneusz Chmura

## Terytorium
- Do parafii należą: Kaszów, Kaszewska Wola, Łępin, Osiny, Sewerynów, Tursk[1].